# Wikispecies
Wikispecies er et af Wikipedias søsterprojekter og anvender den samme MediaWiki-software som Wikipedia. Wikispecies er nært beslægtet med de andre wiki-baserede projekter, der drives af Wikimedia Foundation. 
I modsætning til andre Wikimedia-projekter er Wikispecies rettet mod forskere.
Projektet, der blev etableret i august 2004, er engelsksproget.

## Eksterne links
- Taksonomi fra Wikispecies